# Городская стена (Нюрнберг)

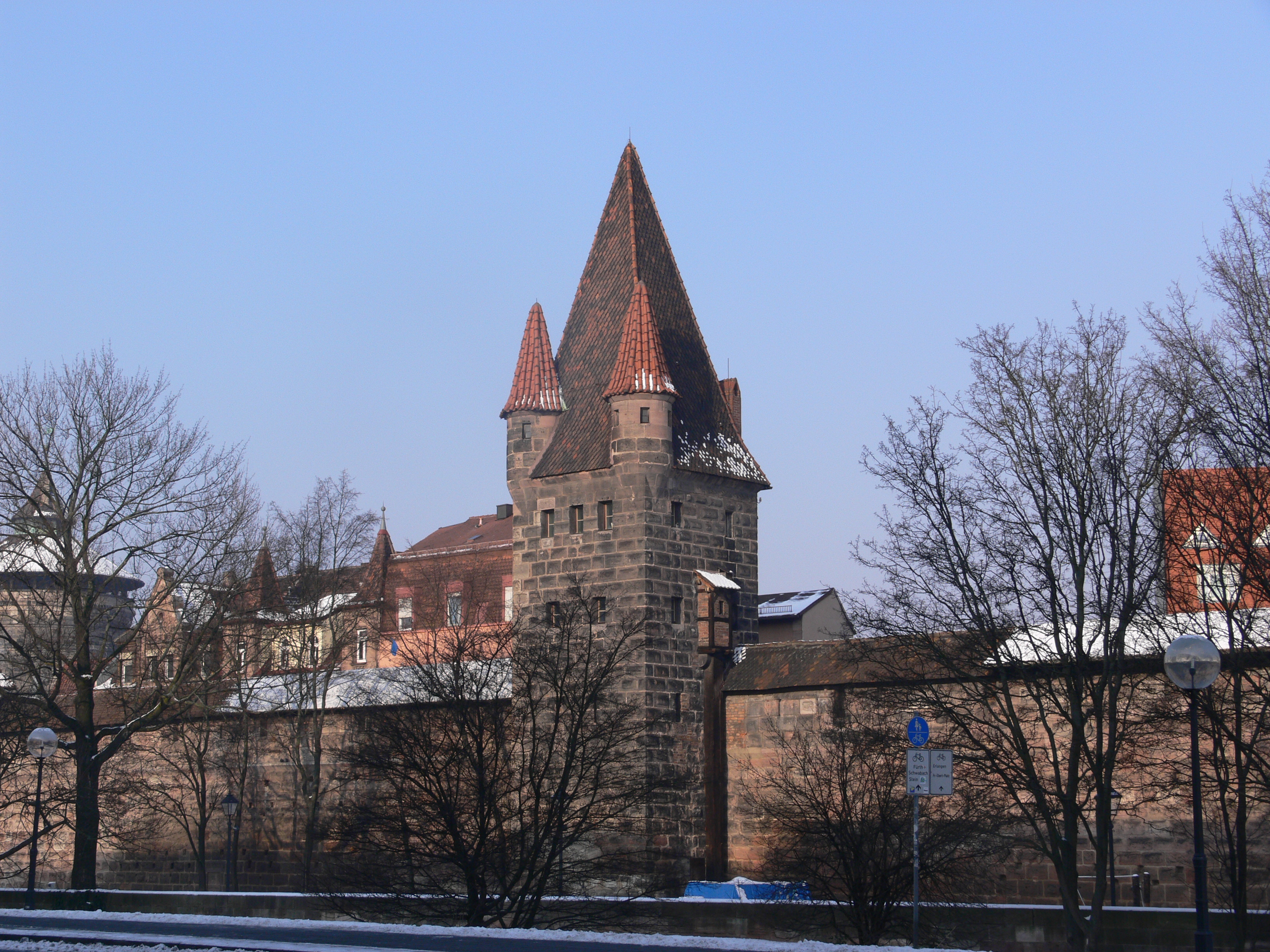
Городская стена около Женских ворот (Frauentor) и башня "Rotes M"

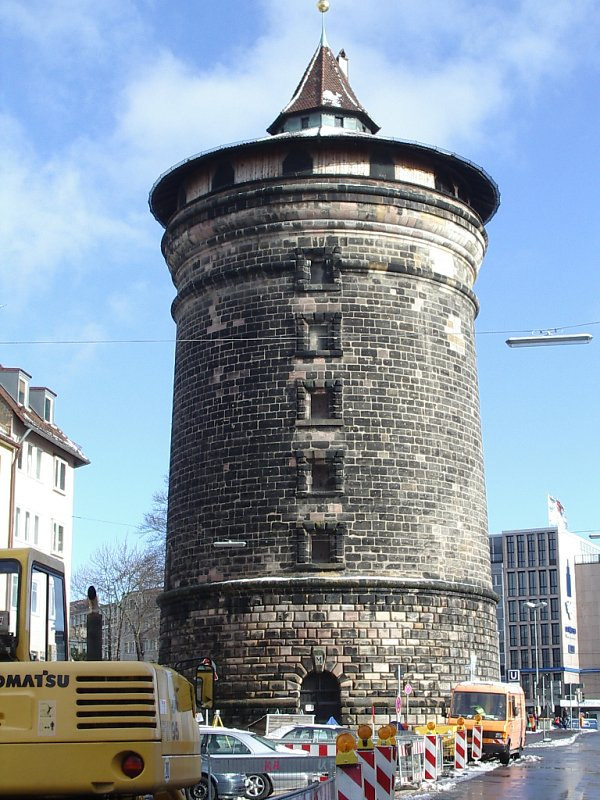
Привратная башня "Äußerer Laufer Torturm"

Городская стена (нем. Stadtmauer) Старого города - каменные средневековые укрепления (инженерные защитные сооружения), опоясывающие район исторического центра (т.н. Старый город) г. Нюрнберг.
Городская стена принадлежит к числу наиболее значимых архитектурных и культурных памятников города.

## Интересные факты
- Из Главного железнодорожного вокзала Нюрнберга можно напрямую пройти в Старый город по подземному переходу, проходящему непосредственно под Городской стеной.
- Городская стена входит в число достопримечательностей т.н. Исторической мили Нюрнберга.